# Robert Lewandowski
Robert Lewandowski (Varšava, 21. kolovoza 1988.), poljski je nogometaš koji igra na poziciji napadača. Trenutačno igra za Barcelonu.

## Igračka karijera
Prije Borussije igrao je za Deltu, Legiju, Znicz i Lech iz Poznanja. Za poljsku nogometnu reprezentaciju odigrao je 118 utakmica i postigao 66 golova. U lipnju 2008. godine prešao je iz Znicza u Lech za 1.5 milijuna zlota. 11. lipnja 2010. potpisao je četverogodišnji ugovor s njemačkom Borussijom ugovor je vrijedan oko 4.500.000 Eura. 
Dana 3. siječnja 2014. godine, Robert je potpisao ugovor s minhenskim Bayernom na pet godina, te se priključuje momčadi u sezoni 2014./15.
Lewandowski je u Bundesligi zabio u sezoni 2019./20. 34 pogodaka, u Kupu 6 pogodaka, a u Ligi prvaka 15 pogodaka. Ukupno 55 pododaka, učinak kakav su u najboljim godinama imali Cristiano Ronaldo i Lionel Messi, ali u sezoni 2019./20.  sezone poljskom golgeteru nitko nije bio ni blizu.
France Football koji dodjeljuje najveću nagradu za nogometaše je 2020. godine objavio kako neće dodijeliti Zlatnu loptu zbog koronavirusa koji je u jednom trenutku na više od dva mjeseca prekinuo nogometna natjecanja.
Lewandowski je izabran za najboljeg nogometaša Njemačke sezoni 2019./20. u izboru sportskih novinara koji organizira magazin Kicker.
Poljski napadač je pobijedio sakupivši 276 od 525 valjanih glasova u izboru koji je Kicker proveo među članovima Udruženja njemačkih sportskih novinara (VDS), a zanimljivo glasovanje je zatvoreno prije finala Lige prvaka u Lisabonu u kojem je Bayern pobijedio PSG-a.

## Uspjesi

### Klub
Znicz Pruszków
- III Liga: 1

2006–07
Lech Poznań
- Ekstraklasa: 1

2009./10.
- Poljski kup: 1

2008./09.
- Poljski Superkup: 1

2009.
Borussia Dortmund
- Bundesliga: 2

2010./11., 2011./12.
- DFB-Pokal: 1

2011./12.
- DFL-Superkup: 1

2013.
Bayern München
- Bundesliga: 8

2014./15., 2015./16., 2016./17., 2017./18., 2018./19., 2019./20., 2020./21., 2021./22.
- DFB-Pokal: 3

2015./16., 2018./19., 2019./20.
- DFL-Superkup: 5

2016., 2017., 2018., 2020., 2021.
- Liga prvaka: 1

2019./20.
- UEFA Superkup: 1

2020.
- Svjetsko klupsko prvenstvo: 1

2020.

## Vanjske poveznice
- ESPN Soccernet Profil  Arhivirana inačica izvorne stranice od 15. siječnja 2013. (Wayback Machine)